# Finna (Musikerin)
Finna (* in Hamburg; bürgerlich Jana Pettke) ist eine deutsche Musikerin.

## Leben
Finna wuchs in Ahrensburg bei Hamburg auf. Schon als Kind entdeckte sie ihre Leidenschaft für die Musik und sang in Musicals sowie in Schülerbands. Eine Musiklehrerin erkannte früh ihr Talent und gab ihr im Alter von elf Jahren eine Solorolle in einem Schulmusical. Sie absolvierte eine Ausbildung zur Tonmeisterin, um ihre handwerklichen Fähigkeiten zu vertiefen. Finna bezeichnet sich selbst als „fette, queere, translesbische Mutter“ und lebt in Hamburg. Sie befindet sich in einer Beziehung mit der Musikerin Saskia Lavaux von der Band Schrottgrenze.
Finna war Mitglied des queerfeministischen Hip-Hop-Kollektivs FeMale Treasure und engagiert sich in Arbeitsgruppen für junge Menschen, um ihnen Musik als Ausdrucksform näherzubringen. Sie gibt Beat-Schmiede- und Songwriting-Workshops im Frauen-Musikzentrum in Hamburg. Während der Pandemie gründete sie gemeinsam mit anderen die Initiative Tour d’Amour, um Spenden für Geflüchtete auf Lesbos (u. a. in Moria) zu sammeln.

## Wirken
Im Jahr 2015 stellte sich Finna mit ihrer Debütsingle Musik ist Politik der Hip-Hop-Welt vor und machte damit auf sich aufmerksam. Das Stück brachte ihr den Gewinn des Newcomer-Preises Krach & Getöse von Rockcity Hamburg ein. Nach einer persönlichen Krise zog sie sich aus der Öffentlichkeit zurück und arbeitete an sich selbst. 2020 kehrte sie mit der Single Overscheiß zurück, mit der sie ein Statement für Körpervielfalt und gegen Schönheitsnormen setzen wollte.
Im Jahr 2022 veröffentlichte Finna ihr Debütalbum Zartcore beim Hamburger Label Audiolith. In ihren Liedern thematisiert sie queerfeministische Inhalte, kämpft gegen Diskriminierung und setzt sich für sexuelle Freiheit ein. Sie produziert und arrangiert ihre Beats und Hooklines selbst, oft unterstützt von ihrem musikalischen Partner Spoke. Ihre musikalischen Vorbilder sind unter anderem Sookee, Beth Ditto und Lizzo.
Ende 2024 hatte Finna einen Cameo im Musikvideo Bigotterie von Waving the Guns.

## Auszeichnungen
Im Jahr 2015 gewann Finna den Newcomer-Preis Krach & Getöse von Rockcity Hamburg für ihre Debütsingle Musik ist Politik.